# Hašani (Krupa na Uni)
Hašani (szerbül: Хашани) szerb falu Bosznia-Hercegovinában, a Szerb Köztársaságban, Krupa na Uni községben. Hašani falunak a területmegosztás után a Szerb Köztársaság területére eső, nagyobbik része.

## Fekvése
Bosznia-Hercegovina nyugati részén, Banja Lukától légvonalban 66, közúton 116 km-re nyugatra, Prijedortól légvonalban 37, közúton 67 km-re délnyugatra, a Japra folyó völgyében és a Grmeč-hegység lábánál fekszik.

## Népessége
| Nemzetiségi csoport | Népesség 1991 | Népesség 2013 |
| ------------------- | ------------- | ------------- |
| Szerb               | 414           | 211           |
| Bosnyák             | 0             | 0             |
| Horvát              | 0             | 0             |
| Jugoszláv           | 0             | 0             |
| Egyéb               | 0             | 0             |
| Összesen            | 414           | 211           |

## Története
A régészeti leletek tanúsága szerint a falu területe már az őskortól fogva és a középkorban is lakott volt. A Japar vára feletti dombtetőn, a „Gradina” nevű lelőhelyen egy észak-déli tájolású ókori erődítmény maradványai találhatók, ahonnan számos vaskori kerámia és egyéb háztartási hulladék maradványa került elő. A Japra és a Kalin patakok összefolyásánál a „Palančište” nevű lelőhelyen a szántóföldön valószínűleg római kori település állt. Az egykori épületekre utalnak az itt talált vastárgyak, a nagyszámú kő építőanyag és habarcs maradványai. A falu középkori templomának alapfalai és a mellette felvő temető maradványai a Kolišći településrészen a Kalin-patak forrása feletti Glavicán találhatók.
Hašani falu közelében a Japra folyó kanyarulatában egy dombon található Japar vára. A várat először 1490-ben említik a Blagaji nemzetség, majd Corvin János herceg birtokaként. A 16. század elején várnagya Szladovics György volt, aki később Obrovac várnagya volt. 1514-ben török uralom alá került. A kamengrádi kapitányság alá tartozott volt. Az írott forrásokban Japar számos középkori térképen „Japar”, „Iapra”, „Lapra” néven szerepel. A vár lábánál volt egy település. Nem tudni, mikor hagyták el a várat, de minden bizonnyal Krupa 1656-os visszafoglalásáig működött, és más erődítményekkel együtt egy határvédelmi részét képezte a Habsburg Birodalom határával szemben.
Hašani 1878-ig tartozott az Oszmán Birodalomhoz, majd az Osztrák-Magyar Monarchia része lett. Az osztrák-magyar uralom érkezésével szerbek kezdték betelepíteni a Krupa környéki falvakat. Többnyire Likáról érkeztek Podgrmeč területére, és jobbágyként művelték a krupai bégek földjét. Idővel megvették ezeket az ingatlanokat, mert a gazdagabb krupaiak elkezdtek Törökországba költözni, A falvakból úgy távoztak a muszlimok, mintha a végítélet utolsó napja jönne. Tömegesen távoztak, és értéküknél akár 70%-kal olcsóbban adtak el ingatlanokat.
1879-ben az első osztrák-magyar népszámlálás során a faluban 73 házat és 426 ortodox szerb lakost számláltak. 1910-ben Slanac és Živoskup településrészekkel 150 háza, 64 muszlim, 965 ortodox szerb és 4 horvát katolikus lakosa volt. A monarchia szétesésével 1918-ben előbb a Szerb-Horvát-Szlovén Királyság, majd 1929-től a Jugoszláv Királyság része. 1921-ben a faluban 144 házat és 944 lakost számláltak. 1945-től a település a szocialista Jugoszlávia része volt. A boszniai háború idején a falu szerb félkatonai alakulatok ellenőrzése alatt állt. 
A daytoni békeszerződés utáni területmegosztási megállapodás értelmében a háború előtti Hašani település nagyobb, 12,37 km2 területű része a Boszniai Szerb Köztársasághoz és Krupa na Uni községhez került, míg a település kisebb 6,02 km2 területű része a Bosznia-hercegovinai Föderáció Una-Szanai kantonjában levő Bosanska Krupa község területénél maradt. 

## Nevezetességei
A falut kettévégja a boszniai háború utáni területmegosztáskor a Bosznia-hercegovinai Föderáció és a Szerb Köztársaság között húzott határvonal, ezért az alábbi nevezetességek egy része ma a föderációhoz tartozó Bosanska Krupa község Hašani nevű településének területére esik:
- Japar középkori vára az azonos nevű domb északi lejtőjén áll. A kisebb alapterületű, de szilárd felépítésű vár olyan helyen épült, ahonnan az egész vidéket szemmel lehetett tartani. Az erődítmény mérete 22 x 16 méter volt. Erős kerek, mintegy 9 méter átmérőjű toronyból és egy 16 x 9 méteres hosszúkás udvarból állt, 5-6 m magas sáncokkal. A sáncok déli bejárati oldala meg volt erősítve. Ma Japar vára többnyire romokban áll, erdővel benőtt és nagyon veszélyeztetett állapotban, mivel megmentésére eddig nem történt semmilyen állagmegóvási intézkedés.[5]

- Vaskori erődítmény maradványai a Gradina lelőhelyen. Az erődítmény hosszúsága mintegy 40 méter, szélessége 13 méter volt. Az erőd paltójának északi oldalán részben elpusztult sáncmaradványok is találhatók.[4]

- A „Palančište” nevű lelőhelyen a szántóföldön valószínűleg római kori település állt. Az egykori épületekre utalnak az itt talált vastárgyak, a nagyszámú kő építőanyag és habarcs maradványai.[4]

- Késő középkori templomának maradványai a Glavicán. Az alapfalak méretei alapján a templom 13x9 méteres, nyugat-keleti tájolású volt. A templom körül a 17.-18. századból származó sírkövek is találhatók.[4]

- A Keresztelő Szent János tiszteletére szentelt szerb ortodox templomát először 1994-ben, utoljára 2011-ben újították fel. A templomot Hrizost bihács-petrovai püspök szentelte fel 2011. augusztus 28-án.

- Hašaniban található Branko Ćopić szerb író szülőhelye. Ćopić az elemi iskolát Hašaniban, a gimnáziumot Bihácsban, a tanítóképzőt Banja Lukában és Szarajevóban végezte, majd Károlyvárosban tanult. 1940-ben szerzett diplomát a Belgrádi Egyetem filozófiai karán, pedagógiai-filozófiai szakon. Közvetlenül a boszniai krajnai felkelés után, 1941-ben csatlakozott a partizán egységekhez, amelyek soraiban a háború végéig maradt. Egész partizánléte alatt kulturális és oktatási tevékenységek szervezésével foglalkozott, egy ideig a Krupa-Sana vegyes különítmény politikai komisszárja is volt. A háború befejeztével visszatért Belgrádba, ahol 1949-ig a „Pioniri” gyermeklap szerkesztője volt. 1951-től haláláig hivatásszerűen irodalommal foglalkozott. Összesen mintegy 150 műve jelent meg, nem számítva az ismételt kiadásokat és az összegyűjtött művek címeit, így a század második felének egyik legtermékenyebb és legolvasottabb írója volt Jugoszláviában.[10]

- A településen hagyományosan kerül megrendezésre a Ćopić Gyermekösvények nevű ifjúsági rendezvény.[11]